# Microsorum reticulatum
Microsorum reticulatum là một loài thực vật có mạch trong họ Polypodiaceae. Loài này được Ching ex L. Shi miêu tả khoa học đầu tiên năm 1999.